# Octavarium
Octavarium – ósmy album studyjny progresywnometalowego zespołu Dream Theater, wydany w 2005 roku.

## Lista utworów
1. "The Root Of All Evil" (muzyka: Dream Theater, tekst: Portnoy) – 8:25
  - "VI. Ready"
  - "VII. Remove"
2. "The Answer Lies Within" (Dream Theater, Petrucci) – 5:33
3. "These Walls" (Dream Theater, Petrucci) – 7:36
4. "I Walk Beside You" (Dream Theater, Petrucci) – 4:29
5. "Panic Attack" (Dream Theater, Petrucci) – 8:13
6. "Never Enough" (Dream Theater, Portnoy) – 6:46
7. "Sacrificed Sons" (Dream Theater, LaBrie) – 10:42
8. "Octavarium" (Dream Theater, LaBrie/Petrucci/Portnoy) – 24:00
  - "I. Someone Like Him" (tekst: Petrucci)
  - "II. Medicate (Awakening)" (LaBrie)
  - "III. Full Circle" (Portnoy)
  - "IV. Intervals" (Portnoy)
  - "V. Razor's Edge" (Petrucci)

## Skład

### Zespół
- James LaBrie – śpiew
- John Myung – śpiew, gitara basowa
- John Petrucci – śpiew, gitara
- Mike Portnoy – śpiew, instrumenty perkusyjne
- Jordan Rudess – instrumenty klawiszowe, Continuum, gitara hawajska

### Gościnnie
- Jeanne LeBlanc – wiolonczela
- Richard Locker – wiolonczela
- Pamela Sklar – flet
- Stewart Rose – waltornia
- Joe Anderer – waltornia
- Vince Lionti – altówka
- Karen Dreyfus – altówka
- Carol Webb – skrzypce
- Yuri Vodovoz – skrzypce
- Anne Lehmann – skrzypce
- Elena Barere – skrzypce
- Katherine Fong – skrzypce

## Spekulacje na temat tytułu
Z powodu nietypowej nazwy albumu, wielu fanów zespołu zaczęło spekulować na temat jej znaczenia.
Album początkowo nie miał nosić nazwy Octavarium lecz Octave, jednak kiedy progresywnorockowa grupa Spock’s Beard wydała w 2005 swój (także ósmy) album Octane, Dream Theater postanowił zróżnicować nieco nazwę płyty.
Niektórzy uznali tytuł za pochodzący od Octavarium Romanum, rzymskokatolickiej księgi liturgicznej związanej z okresem zwanym Oktawą. Widać również podobieństwo do muzycznej oktawy: ang. Root, 2nd, 3rd, 4th, 5th, 6th, 7th, Octave; tytuł pierwszego utworu to "The Root of All Evil". Były też opinie, że tytuł pochodzi od łacińskich słów znaczących "osiem różnych", gdyż album zawiera osiem ścieżek i jak mówią sami wykonawcy każda z nich jest utrzymana w innym stylu. Jednakże byłoby to niepoprawne gramatycznie, gdyż w łacinie ósemka to "octo" a nie "octa", natomiast "varium" jest formą pojedynczą, choć tytuł wymagałby liczby mnogiej. Bez wątpienia jednak cyfra 8 przeplata się przez cały czas - jest to ósmy album grupy, zawiera osiem ścieżek, również na okładce można zauważyć osiem kul.
Jeszcze inną interpretacją jest ta, że przyrostek "-varium" może wskazywać na miejsce, gdzie coś jest trzymane, w tym wypadku muzyczne oktawy. Jeśli weźmiemy pod uwagę fragment tytułowej ścieżki ("Trapped inside this Octavarium"), wydaje się ona być najbliższa prawdzie.
Każdy utwór w albumie jest oparty na innej tonacji w gamie molowej, rozpoczynając od F, przez G, A, H, C, D, E i powracając do F.

## Pozycje na listach
| Lista         | Kraj              | Pozycja |
| ------------- | ----------------- | ------- |
| Billboard 200 | Stany Zjednoczone | 36      |
| OLiS          | Polska            | 8       |